# Scooterfan
『Scooter fan』（スクーター ファン）は、八重洲出版から発行されていたスクーターを取り扱った専門雑誌である。1998年に創刊され、2009年に休刊となった。当初は季刊で発売されていたが、2002年からは隔月刊で発売されるようになった。

## 概要
取り扱う内容は号によって異なるが、主な内容は最新スクーターの情報、ツーリング、投稿者からのエッセイやコラム、スクーターファッションといった若者向けの内容構成が多い。時にピアッジオ・MP3やジレラ・フォコ、ケイリンシャ・トライトンを含めたトライクタイプのスクーターやホンダ・ジャイロのような原付3輪も取り扱われることもある。